# Пасикута, Виктор Борисович
Виктор Борисович Пасикута (эст. Viktor Passikuta; род. 1 октября 1966, Йыхви, Ида-Вирумаа) — советский и эстонский футболист, тренер. Выступал на позиции атакующего полузащитника и нападающего.

## Биография
Родился 1 октября 1966 года. Карьера игрока продолжалась более двадцати лет. В первенстве Эстонской ССР среди КФК выступал за ТФМК из Таллина, становился чемпионом республики. С 1992 по 1999 годы продолжал играть за клуб в Высшей лиге чемпионата Эстонии, провёл более сотни матчей, клуб в этот период носил названия «ВМВ-90», «Николь», «Лантана-Марлекор», «Тевалте-Марлекор» и снова ТФМК. Неоднократный призёр чемпионата Эстонии — серебряный (1994/95) и бронзовый (1992, 1992/93, 1993/94, 1995/96); обладатель (1992/93) и финалист (1994/95) Кубка Эстонии. С 1999 года играл за любительские клубы низших дивизионов.
По окончании карьеры игрока — тренер. Известен работой с юными футбольными талантами. Среди его воспитанников — известный футболист, игрок сборной Эстонии и трижды лучший футболист страны Константин Васильев, Артур Пикк и Дмитрий Круглов.
С 2008 года работает в ТФК «Легион». Тренирует команду U-16 и дубль.